# العلاقات الصومالية المجرية
العلاقات الصومالية المجرية هي العلاقات الثنائية التي تجمع بين الصومال والمجر.

## مقارنة بين البلدين
هذه مقارنة عامة ومرجعية للدولتين:
| وجه المقارنة                                              | الصومال                        | المجر                                                       |
| --------------------------------------------------------- | ------------------------------ | ----------------------------------------------------------- |
| المساحة (كم2)                                             | 637.66 ألف                     | 93.04 ألف                                                   |
| عدد السكان (نسمة)                                         | 14.74 مليون                    | 9.78 مليون                                                  |
| الكثافة السكانية (ن./كم²)                                 | 23.12                          | 105.12                                                      |
| العاصمة                                                   | مقديشو                         | بودابست                                                     |
| اللغة الرسمية                                             | اللغة الصومالية، اللغة العربية | لغة مجرية                                                   |
| العملة                                                    | شلن صومالي                     | فورنت مجري                                                  |
| الناتج المحلي الإجمالي (بليون دولار)                      | 7.37 مليار                     | 139.14 مليار                                                |
| الناتج المحلي الإجمالي (تعادل القوة الشرائية) بليون دولار |                                | 260.42 مليار                                                |
| الناتج المحلي الإجمالي الاسمي للفرد دولار أمريكي          | 549                            | 12.36 ألف                                                   |
| الناتج المحلي الإجمالي للفرد دولار أمريكي                 |                                | 25.07 ألف                                                   |
| مؤشر التنمية البشرية                                      |                                | 0.828                                                       |
| رمز المكالمات الدولي                                      | +252                           | +36                                                         |
| رمز الإنترنت                                              | .so                            | .hu                                                         |
| المنطقة الزمنية                                           | ت ع م+03:00                    | ت ع م+01:00، ت ع م+02:00، أوروبا/بودابست ‏، توقيت وسط أوروبا |

## منظمات دولية مشتركة
يشترك البلدان في عضوية مجموعة من المنظمات الدولية، منها:
| علم المنظمة | اسم المنظمة                               | تاريخ انضمام الصومال | تاريخ انضمام المجر |
| ----------- | ----------------------------------------- | -------------------- | ------------------ |
|             | مؤسسة التنمية الدولية                     | 31 أغسطس 1962        | 29 أبريل 1985      |
|             | يونسكو                                    | 15 نوفمبر 1960       | 14 سبتمبر 1948     |
|             | الأمم المتحدة                             | 20 سبتمبر 1960       | 14 ديسمبر 1955     |
|             | الفريق المعني برصد الأرض                  | ?                    | ?                  |
|             | الاتحاد البريدي العالمي                   | ?                    | ?                  |
|             | البنك الدولي للإنشاء والتعمير             | 31 أغسطس 1962        | 7 يوليو 1982       |
|             | الاتحاد الدولي للاتصالات                  | 28 سبتمبر 1962       | 1866               |
|             | منظمة حظر الأسلحة الكيميائية              | ?                    | ?                  |
|             | مؤسسة التمويل الدولية                     | 31 أغسطس 1962        | 29 أبريل 1985      |
|             | المركز الدولي لتسوية المنازعات الاستشارية | 30 مارس 1968         | 6 مارس 1987        |
|             | منظمة الشرطة الجنائية الدولية             | ?                    | ?                  |

## وصلات خارجية
- موقع وزارة الخارجية الصومالية
- موقع وزارة الخارجية المجرية